# 34393 Cindyallen
34393 Cindyallen è un asteroide della fascia principale. Scoperto nel 2000, presenta un'orbita caratterizzata da un semiasse maggiore pari a 3,1159587 au e da un'eccentricità di 0,1490401, inclinata di 2,85293° rispetto all'eclittica.